# Molesworth, England
Molesworth är en by i civil parish Brington and Molesworth, i distriktet Huntingdonshire, i grevskapet Cambridgeshire i England. Byn är belägen 17 km från Huntingdon. Molesworth var en civil parish fram till 1935 när blev den en del av Brington and Molesworth. Civil parish hade 114 invånare år 1931. Byn nämndes i Domedagsboken (Domesday Book) år 1086, och kallades då Molesworde.